# Eriogonum jamesii
Eriogonum jamesii là một loài thực vật có hoa trong họ Rau răm. Loài này được Benth. mô tả khoa học đầu tiên năm 1856.